# 頭高山遺跡
頭高山遺跡（ずこうさんいせき）は、神戸市西区学園西町（調査当時は伊川谷町小寺）に所在する弥生時代中期後半の高地性集落と中世の山岳寺院跡からなる複合遺跡。

## 概要
伊川の左岸に位置する標高117メートルを最高点とする丘陵の尾根筋に立地する。1978年（昭和53年）に行われた神戸研究学園都市建設にともなう試掘調査で存在が確認され、造成工事の影響のおよぶ約7000平方メートルの範囲で1982年（昭和57年）から翌年にかけて発掘調査が行われ、弥生時代の竪穴建物16軒、段状遺構6カ所、土器棺墓2基、土坑16基などの遺構が検出された。遺物は弥生時代中期後半を中心とする弥生土器や鉄器のほか、石器ではサヌカイト製の石鏃や磨製石剣が出土した。
部分的な調査範囲であったが、弥生時代の遺構は大規模な高地性集落であると推定されている。頭高山遺跡のような弥生中期の高地性集落は、瀬戸内海沿岸を中心に多くみられる。
室町時代（16世紀）の遺構は丘陵頂部や斜面を造成した山岳寺院跡で、基壇と礎石をもつ伽藍跡や参道が検出され、屋根瓦が出土した。また、備前焼の大甕を埋めた上に五輪塔を建てた4基の墓も検出された。この寺院跡は、現在山麓の西区伊川谷町小寺330に所在する頭高山太谷寺（ずこうざんたいこくじ）の中世期における伽藍と考えられている。